# 李姫鎬
李 姫鎬（イ・ヒホ、1922年9月21日 - 2019年6月10日）は、韓国の政治運動家で、金大中元大統領の妻（ファーストレディ）。本貫は全州李氏で、譲寧大君の末裔である。中国天津大学名誉教授、韓国ワクチン研究所韓国後援会名誉会長、大韓癌協会名誉会長、韓国女性財団名誉理事長、韓露修交10周年記念展示組織委員会名誉総裁である。

## 人物
1922年に京城府（現ソウル）で生まれた。梨花女子専門学校を卒業後、1946年にソウル大学校師範大学教育学科に入学、1950年に卒業した。アメリカに渡りラムボス大学で社会学科を学び、カーリット大学院社会学科で修士号をとった 。なお、青山学院大学より名誉博士号を授与されている。
その後、女性問題研究院幹事、梨花女子大学事業学科講師、大韓YWCA連合会総務 、韓国女性問題研究会会長を務めた後、1962年に公職を追われていた金大中と結婚した。死刑判決を受けた獄中の金大中にほぼ毎日のように手紙を送り続けたとされ、波瀾に満ちた夫の人生を支え続けたという。夫と同じ、敬虔なカトリック教徒でもある。
韓国第１世代女性運動家として女性権利の向上など多くの社会運動をしながら、今日韓国で歴代最高の領夫人に選ばれる世論調査も出てくるなど尊敬されている。
金大中は李姫鎬と結婚する以前に2人の子供（死別した前妻との間の子である長男の金弘一と次男の金弘業）がいた。1963年に金大中との間に子供の金弘傑（金大中の三男に当たる）を生んだ。
2000年6月、北朝鮮の金正日朝鮮労働党総書記との第1回南北首脳会談には、金大中に同行して初の訪朝。
2002年の任期末に息子らが斡旋収賄で身柄を拘束される時に李姫鎬によると「家庭の中外でも言葉を失くした。互いに各々の書斎で別々に過ごし、夜遅くに寝ようとした。夫（金大中）が死刑宣告を受けた時の辛さも、これほどではなかった。一日も早く青瓦台（大統領府）から出ていきたかった」。月刊誌のインタビューで夫人は「2002年は悪夢」と語っている。
2009年に金大中が死去した際には北朝鮮から弔問団が派遣されたこともあり、2011年12月に金正日が死去した際には韓国政府の許可を得て弔問のため訪朝した。その後2015年8月5日には個人の資格という形で北朝鮮を訪問している。
2019年6月10日、ソウルの病院で死去。96歳没。北朝鮮は、板門店に金与正を派遣し弔辞と弔花を贈った。

## 著書
- 『勇気ある女（ひと）－金大中夫人回想記』 金貞淑訳、毎日新聞社、1994年、ISBN 978-4620310206。
- 『夫・金大中とともに　苦難と栄光の回り舞台』 米津篤八訳、朝日新聞出版、2009年、ISBN 978-4-02-250656-6